# Pieter Laurens Mol

Pieter Laurens Mol, né en 1946 à Bréda, est un photographe, sculpteur et un artiste conceptuel néerlandais.

## Biographie
Il a étudié la photographie à l'Academie voor Kunst / St Joost à Bréda après s'être formé comme ébéniste. Son approche de la scène artistique dans les années 1960 était à travers l'art corporel, c'est-à-dire en utilisant le corps comme un sujet. Il a ensuite produit des photographies et des sculptures, et s'intéresse à des assemblages d'objets divers. De 1970 à 1980, il s'est spécialisé dans les photographies de matériaux volatils et éphémères tels que la fumée ou l'ombre, qu'il a qualifié de «photo-sculptures». Comme d'autres artistes conceptuels à la fin des années 1960, il a utilisé la photographie pour créer des mondes personnels et pour visualiser des idées plutôt que pour enregistrer la réalité.